# 谷口琴美
谷口 琴美（たにぐち ことみ、1995年4月10日 - ）は、日本の女子ラグビーユニオン選手。

## 家族
- 父は、元レフリーの谷口浩司（たにぐち こうじ）[1]。
- 従姉妹にプロダーツ選手の土屋天乃（つちや たかの）がいる。

## 略歴
2018年、日本体育大学卒業後、三重パールズに入る。
2019年11月16日に行われた女子ヨーロッパ遠征女子イタリア代表戦に途中出場で女子日本代表初キャップを獲得した。
2022年、ラグビーワールドカップ2021の女子日本代表に選ばれた。
2023年、横河武蔵野アルテミ・スターズに加入。